# Armaucourt
Armaucourt település Franciaországban, Meurthe-et-Moselle megyében. Lakosainak száma 238 fő (2022. január 1.). Armaucourt Manhoué, Arraye-et-Han, Lanfroicourt és Leyr községekkel határos.

## Népesség
A település népességének változása:
| Lakosok száma | 184  | 193  | 227  | 218  | 217  | 212  | 225  | 231  | 233  | 238  |
|               | 1968 | 1982 | 1990 | 2006 | 2013 | 2015 | 2017 | 2019 | 2020 | 2022 |